# Vegueria episcopal
La vegueria episcopal (dita algun cop vegueria mitrada) és la representació que des del 1346 històricament tenia el bisbe d'Urgell a Andorra, com a cosenyor d'aquest país. L'altre cosenyoriu, el del rei de França o president de la República Francesa, era representat per la vegueria francesa. Amb la Constitució andorrana (1993) aquesta figura institucional va ser suprimida, i actualment hi ha una simple representació del bisbat.

## Veguers
Tradicionalment, el bisbe d'Urgell nomenava una mateixa persona per els càrrecs de veguer episcopal i de batlle de la Seu d'Urgell, de manera que sovint s'esmentava l'elegit com a Veguer de la Seu i d'Andorra. El decret de Nova Planta modificà la forma d'elecció dels alcaldes i li llevà al bisbe la capacitat de designar-los; en conseqüència, el càrrec de veguer episcopal, que havia de ser una persona de confiança del bisbe, ja no es vinculava necessàriament amb el del batlle de la Seu. Tot i això, ambdós càrrecs també coincidiren freqüentment d'aleshores endavant.
| «                                                        | El bisbe d'Urgell, senyor jurisdiccional de la Seu i cosenyor d'Andorra entre altres indrets, nomenava el veguer episcopal d'Andorra i també el batlle de la Seu d'Urgell. Segurament, per la proximitat geogràfica i per una qüestió eminentment pràctica, els bisbes acostumaven a nomenar la mateixa persona per als dos càrrecs. Aquesta pràctica, que ja trobem documentada al segle xiv, va perdurar fins a l'aplicació del Decret de Nova Planta, que modificava el sistema d'elecció del batlle de la Seu. | » |
| — Lluís Obiols i Climent Miró Batlles, veguers i síndics | |   |

| Inici      | Fi     | Nom                                      | Notes                                                                  |
| ---------- | ------ | ---------------------------------------- | ---------------------------------------------------------------------- |
| (1372)     |        | Huguet d'Areny                           | batlle de la Seu                                                       |
| (1393)     |        | Francesc Guillem de Navès                | batlle de la Seu                                                       |
| (1442)     |        | Joan Sulla                               | batlle de la Seu                                                       |
| (1447)     |        | Guillem de Campa                         |                                                                        |
| 10.3.1463  | (1473) | Pere de Paüls                            | batlle de la Seu                                                       |
| (1505)     |        | Josep de Riba                            |                                                                        |
| (1516)     | (1516) | Damià Simon                              | [ 4 ]                                                                  |
| (1554)     |        | Joan de Sulla                            | batlle de la Seu                                                       |
| (1571)     |        | Joanot Ribot                             | [ 5 ]                                                                  |
| 1580       | 1582   | Joan Roig i de Castellví                 | [ 5 ] [ 1 ]                                                            |
| (1587)     |        | Boquet                                   | veguer de la Seu                                                       |
| 1602       |        | Isidor d'Aguilar                         |                                                                        |
| 3.2.1628   |        | Alexandre de Taverner i de Montornés     | [ 2 ]                                                                  |
| (1679)     |        | Anton Pera i de Tord                     | batlle de la Seu                                                       |
| (1705)     | (1715) | Francesc Carreu                          | batlle de la Seu                                                       |
| 1736?      | 1737?  | Antoni Peguera?                          | batlle de la Seu                                                       |
| 1737       | 1748   | Antoni Fiter i Rossell                   |                                                                        |
| 1748       | (1754) | Pere Fiter i Rossell                     |                                                                        |
| 1756       | 1777   | Guillem Moles i Rossell                  |                                                                        |
| 1770       | 1780   | Pere Mateu Moles                         |                                                                        |
| 1777       |        | Guillem d'Areny i Montargull (1730-1806) | batlle de la Seu                                                       |
|            | 1780   | Pere Mateu Moles                         |                                                                        |
| 1845       | 1858   | Bonaventura Riba                         |                                                                        |
| 1858       | (1860) | Guillem Torres                           |                                                                        |
| (1863)     |        | Rossell                                  |                                                                        |
|            |        | Manuel Arnalot                           |                                                                        |
| 9.8.1868   | 1881   | Pere Dalleres i Sucrana                  |                                                                        |
| 22.1.1881  |        | Pere Canturri                            |                                                                        |
| 1.7.1881   | 1882   | Josep Oriol Dodero i Ponte               |                                                                        |
| 27.7.1882  | 1885   | Francesc Pallerola i Gabriel             |                                                                        |
| 16.4.1885  | 1886   | Antoni Cerqueda                          |                                                                        |
| 8.11.1886  | 1915   | Francesc Pallerola i Gabriel             |                                                                        |
| 17.5.1915  | 1924   | Josep Riba                               |                                                                        |
| agost 1924 | 1934   | Enric de Llorens i Ribas                 | advocat a la Seu                                                       |
| 3.2.1934   | 1972   | Jaume Sansa i Nequí                      |                                                                        |
| 19.4.1972  | 1993   | Francesc Badia i Batalla                 | Amb la constitució andorrana del 1993, desapareix la figura del veguer |